# Mozambico ai Giochi della XXX Olimpiade
Il Mozambico ha partecipato ai Giochi della XXX Olimpiade di Londra, che si sono svolti dal 27 luglio al 12 agosto 2012, con una delegazione di 6 atleti.

## Atletica leggera
Maschile

Corse, gare
| Atleta     | Gara           | Batterie | Batterie | Quarti | Quarti | Semifinali | Semifinali | Finale          | Finale          |
| Atleta     | Gara           | Tempo    | Pos.     | Tempo  | Pos.   | Tempo      | Pos.       | Tempo           | Pos.            |
| ---------- | -------------- | -------- | -------- | ------ | ------ | ---------- | ---------- | --------------- | --------------- |
| Kurt Couto | 400 m ostacoli | 49"31    | 3º Q     |        |        | 51"55      | 8º         | Non qualificato | Non qualificato |

Femminile
Corse, gare
| Atleta          | Gara           | Batterie | Batterie | Quarti          | Quarti          | Semifinali      | Semifinali      | Finale          | Finale          |
| Atleta          | Gara           | Tempo    | Pos.     | Tempo           | Pos.            | Tempo           | Pos.            | Tempo           | Pos.            |
| --------------- | -------------- | -------- | -------- | --------------- | --------------- | --------------- | --------------- | --------------- | --------------- |
| Silvia Panguana | 100 m ostacoli | 14"68    | 8ª       | Non qualificata | Non qualificata | Non qualificata | Non qualificata | Non qualificata | Non qualificata |

## Judo
Maschile
| Atleta         | Evento | 32-esimi             | 16-esimi                | Ottavi               | Quarti di finale     | Semifinali           | 1º Turno ripescaggi  | 2º Turno ripescaggi  | Finale               | Finale          |
| Atleta         | Evento | Avversario Risultato | Avversario Risultato    | Avversario Risultato | Avversario Risultato | Avversario Risultato | Avversario Risultato | Avversario Risultato | Avversario Risultato | Classifica      |
| -------------- | ------ | -------------------- | ----------------------- | -------------------- | -------------------- | -------------------- | -------------------- | -------------------- | -------------------- | --------------- |
| Neuso Sigauque | −60 kg |                      | Tony Lomo P (0010–0100) | Non qualificato      | Non qualificato      | Non qualificato      | Non qualificato      | Non qualificato      | Non qualificato      | Non qualificato |

## Pugilato
Maschile
| Atleta                | Evento                      | 16-esimi                      | Ottavi               | Quarti               | Semifinali           | Finale               |                 |
| Atleta                | Evento                      | Avversario Risultato          | Avversario Risultato | Avversario Risultato | Avversario Risultato | Avversario Risultato |                 |
| --------------------- | --------------------------- | ----------------------------- | -------------------- | -------------------- | -------------------- | -------------------- | --------------- |
| Juliano Gento Maquina | Pesi mosca leggeri (-49 kg) | Aleksandar Aleksandrov P 7–22 | Non qualificato      | Non qualificato      | Non qualificato      | Non qualificato      | Non qualificato |

## Nuoto e sport acquatici

### Nuoto
Maschile
| Atleta       | Evento            | Batterie | Batterie   | Semifinali      | Semifinali      | Finale          | Finale          |
| Atleta       | Evento            | Tempo    | Classifica | Tempo           | Classifica      | Tempo           | Classifica      |
| ------------ | ----------------- | -------- | ---------- | --------------- | --------------- | --------------- | --------------- |
| Chakyl Camal | 50 m stile libero | 24"43    | 38º        | Non qualificato | Non qualificato | Non qualificato | Non qualificato |

Femminile
| Atleta                  | Evento            | Batterie | Batterie   | Semifinali      | Semifinali      | Finale          | Finale          |
| Atleta                  | Evento            | Tempo    | Classifica | Tempo           | Classifica      | Tempo           | Classifica      |
| ----------------------- | ----------------- | -------- | ---------- | --------------- | --------------- | --------------- | --------------- |
| Jessica Teixeira Vieira | 50 m stile libero | 27"34    | 44ª        | Non qualificata | Non qualificata | Non qualificata | Non qualificata |